# Arthrovertex baloghi
Arthrovertex baloghi är en kvalsterart som beskrevs av Sandór Mahunka 1978. Arthrovertex baloghi ingår i släktet Arthrovertex och familjen Scutoverticidae. Inga underarter finns listade i Catalogue of Life.